# Доннарумма, Альфредо
Альфредо Доннарумма (итал. Alfredo Donnarumma; род. 30 ноября 1990, Катания, Сицилия) — итальянский футболист, нападающий или атакующий полузащитник клуба «Тернана» в Серии Б.

## Клубная карьера

### Торре Аннунциата
Альфредо Доннарумма родился в Торре Аннунциата, недалеко от Неаполя. Свою карьеру он начал в клубе своего родного города, "Кальцио Адзурри ди Торре Аннунциата". Он играл там до 14 лет, когда спортивный директор «Кальцио» Пьетро Ло Монако нашёл игрока и предложил свои услуги.

### "Катания"
Перейдя в "Катанию", Доннарумма выступал во всех молодёжных командах разных возрастов клуба и в 2008 году присоединился к команде "Катании" Primavera U-20. Он сформировал отличные отношения с Алессандро Малафронте и, в частности, с Франческо Никастро во время его работы в молодёжной программе "Катании". Он забил 16 голов, перед тем, как перейти на взрослый уровень. Его взрослая игровая карьера началась в 2009 году, когда нападающий был на хорошем счету 2009/10 «Серии А» в возрасте 18 лет.
В июле 2010 года Доннарумма был отдан в аренду команде Lega Pro Prima Division, в "Губио" для получения регулярного игрового опыта. В своих 25 официальных матчах за «Губбио» Доннарумма 22 раза входил в стартовый состав и забил 5 голов. 30 июня 2011 года Доннарумма вернулся в «Катанию», где он оставался до 30 января 2012 года, когда его отправили в аренду в «Виртус Ланчо» после неудачного дебюта в "Катании". В "Ланчо" Доннарумма не был основным игроком клуба В молодёжке Доннарумма забил 8 голов всего за 8 матчей, в то время как с первой командой он не смог оказать такое же влияние. В основной команде в 2011/12, он появился только 10 раз в клубе, все в качестве замены. После повторного возвращения в Сицилию Доннарумму ещё раз отдали в аренду Он перешёл в «Комо». 11 июля 2012 года и провёл успешный сезон с командой. Он практически всегда присутствовал в основном составе в клубе третьего дивизиона, участвовал в 29 матчах лиги (27 из которых были стартами) и забил 14 голов в лиге. Альфредо Доннарумма вернулся в Катанию 30 июня 2013 года.

### Дальнейшая карьера
2 сентября 2013 года Донарумма был продан в «Читаделлу» за плату за перчинку в пятьсот евро. В июне 2014 года Читтаделла подписала с Донаруммой полноценный контракт.
Летом 2014 года Доннарумма подписал контракт с «Пескарой». В том же году он был отдан в аренду «Терамо». 17 июля 2015 года Доннарумма подписал контракт с «Терамо». Однако новичок серии B был исключён из-за договорных матчей.
31 августа 2015 года Доннарумма был продан «Салернитане».
11 июля 2017 года «Эмполи» подписал Доннарумму. Он помог «Эмполи» выиграть титул в Сербии В и добиться повышения в Серию A в сезоне 2017/18, сыгравшись с Капуто; вместе, пара забила 49 голов. Благодаря им команда заняла второе место в лиге, Доннарумма забил 23 гола и Капуто 26 голов.
13 июля 2018 года Доннарумма подписал контракт с «Брешией». 25 июля забил гол в Серии А.

## Достижения
Эмполи
- Серия B : 2017/18

Brescia
- Серия B: 2018/19

- Лучший бомбардир серии B: 2018/19 (25 голов)[12]